# Barra inclinada
La barra inclinada, o simplement barra, és un signe gràfic que es representa com una barra diagonal (/).

## Usos
- Serveix per a indicar l’alternança o l’oposició dels dos termes que relaciona. Per exemple: professor/alumne.
- Indica disjuntiva, com en i/o, o en cambrer/a (alternança de gènere).
- Apareix en determinades abreviatures, com C/, que indica carrer, per exemple.
- Indica divisió o fracció en una línia horitzontal; així 2/3 és "dos terços".
- A Internet separa arxius o subpàgines, com es pot veure a la barra d'adreces d'un navegador d'internet.
- Envia missatges al sistema en els converses electròniques.
- Separa els dies i els mesos en el format de data anglosaxó.
- Indica transcripció en fonologia.
- En l'antiguitat equivalia a una coma.
- Pot usar-se com un guionet per separar paraules (no recomanat per la normativa).